# Изобильненское сельское поселение
Изобильненское се́льское поселе́ние (укр. Ізобільненське сільське поселення, крымскотат. Тамакъ кой юрту, Tamaq köy yurtu) — муниципальное образование в Нижнегорском районе Республики Крым России, в степном Крыму, на побережье Сиваша, граничит с Советским районом.
Административный центр и единственный населённый пункт — село Изобильное.

## История
В 1977 году был образован Изобильненский сельский совет. Ранее в состав совета входило село Кулички, снятое с учёта 21 мая 2008 года.
Сельское поселение образовано в соответствии с законом Республики Крым от 5 июня 2014 года.

## Население
| 2001 | 2014 | 2015 | 2016 | 2017 | 2018 | 2019 |
| ---- | ---- | ---- | ---- | ---- | ---- | ---- |
| 1408 | ↘990 | ↗991 | ↘968 | ↗972 | ↘963 | ↘952 |
| 2020 | 2021 |      |      |      |      |      |
| ↘943 | ↘919 |      |      |      |      |      |